# Aeródromo Quemchi
El Aeródromo Quemchi (OACI: SCQW), es un terminal aéreo ubicado junto a la localidad de Quemchi, Provincia de Chiloé, Región de Los Lagos, Chile. Este aeródromo es de carácter público.